# استاروتیموشکینو (شهرستان آئورگازینسکی، باشقیرستان)
استاروتیموشکینو (به لاتین: Starotimoshkino) یک منطقهٔ مسکونی در روسیه است که در باشقیرستان واقع شده‌است.